# کوه الوز
کوه الوز (به عربی: جبل اللوز) یک کوه در عربستان سعودی است که در استان تبوک واقع شده‌است. کوه الوز ۲٬۵۸۰ متر بالاتر از سطح دریا واقع شده‌است.